# Arthroleptis taeniatus
Arthroleptis taeniatus là một loài ếch thuộc họ Arthroleptidae.
Loài này có ở Cameroon, Cộng hòa Trung Phi, Cộng hòa Dân chủ Congo, Guinea Xích Đạo, Gabon, có thể cả Angola, và có thể cả Cộng hòa Congo.
Môi trường sống tự nhiên của chúng là rừng ẩm vùng đất thấp nhiệt đới hoặc cận nhiệt đới và đầm lầy.
Chúng hiện đang bị đe dọa vì mất môi trường sống.